# Kościół poewangelicki w Aleksandrowie Łódzkim
Kościół poewangelicki w Aleksandrowie Łódzkim zwany Kościołem św. Stanisława Kostki w Aleksandrowie Łódzkim – dawny kościół ewangelicko-augsburski w Aleksandrowie Łódzkim, od grudnia 2022 roku parafia Kościoła Starokatolickiego w Rzeczypospolitej Polskiej. 

## Historia
Kościół został wzniesiony w latach 1827–1828 przez zbór ewangelicki w Aleksandrowie Łódzkim staraniem pastora Fryderyka Jerzego Tuve, a przy wydatnym wsparciu Rafała Bratoszewskiego i rady miejskiej. Autorem projektu był architekt Gabriel Witkowski. Pierwsze nabożeństwo odprawiono w kościele 25 grudnia 1828 roku. Do 1945 roku był użytkowany jako miejsce kultu przez parafię ewangelicko-augsburską w Aleksandrowie Łódzkim.
Po II wojnie światowej zaprzestano w nim sprawowania nabożeństw luterańskich. Nieformalną opiekę nad budynkiem przejęła parafia rzymskokatolicka w Aleksandrowie Łódzkim. Pełnił on od tego czasu funkcję kościoła filialnego św. Stanisława Kostki i odprawiane były w nim msze święte przez duszpasterzy z parafii Świętych Archaniołów Rafała i Michała w Aleksandrowie Łódzkim. W latach 60. XX wieku uregulowano status własności prawnej do świątyni. Ewangelicy odzyskali ją, jednak nie byli w stanie utrzymać obiektu. W związku z zaistniałą sytuacją pozostała ona na zasadzie dzierżawy pod zarządem parafii rzymskokatolickiej. Nieremontowana przez dziesięciolecia popadła w zaniedbanie. W latach 90. XX wieku zaprzestano w niej sprawowania mszy świętych.
W 2002 roku ewangelicy sprzedali zrujnowaną świątynię. Kupił ją ksiądz rzymskokatolicki z archidiecezji łódzkiej, Jacek Stasiak. Duchowny przekazał nieruchomość na rzecz Fundacji Centrum Dialogu Kultur i Religii, którą założył wraz z biskupem diecezji warszawskiej Kościoła Ewangelicko-Augsburskiego w RP, Mieczysławem Cieślarem. 
W latach 2004–2012 budynek został wyremontowany przez tę organizację przy udziale władz miejskich Aleksandrowa Łódzkiego, diecezji warszawskiej Kościoła Ewangelicko-Augsburskiego w RP oraz Towarzystwa Przyjaciół Aleksandrowa Łódzkiego na: centrum kultury, spotkań międzywyznaniowych, organizację uroczystości miejskich, szkolnych, a także okolicznościowego sprawowania liturgii i nabożeństw ekumenicznych.
W latach 2002–2017 obiekt funkcjonował jako Ekumeniczne Centrum Dialogu Religii i Kultur. W 2017 roku budynek pod nazwą kościół św. Stanisława Kostki stał się własnością Stowarzyszenia Aleksandrów dla aleksandrowian, które kontynuuje misję i cele statutowe poprzedniego użytkownika.

## Status kościoła
Od 2002 roku świątynia nie należy formalnie do żadnego wyznania. Do 2002 roku była własnością Kościoła Ewangelicko-Augsburskiego w RP. Następnie przeszła na własność Fundacji Ekumeniczne Centrum Dialogu Religii i Kultur. W 2010 roku była krótko udostępniona przez właściciela na cele kultu religijnego parafii luterańskiej w Aleksandrowie Łódzkim, gdy trwał remont kaplicy ewangelicko-augsburskiej. Ponadto, co niedzielę, odprawia w niej msze święte, ksiądz Jacek Stasiak.
Od 2011 roku trwa spór pomiędzy opiekującym się kościołem byłym prezesem zarządu Fundacji Ekumeniczne Centrum Dialogu Religii i Kultur, księdzem Jackiem Stasiakiem, a kurią archidiecezji łódzkiej. Dotyczy on statusu kanonicznego świątyni, a także nieuregulowanej kwestii sprawowania w niej niedzielnych mszy świętych przez duchownego i udzielania w niej katolickich sakramentów i sakramentaliów. 
W 2012 roku została wydana warunkowa zgoda arcybiskupa łódzkiego na sprawowanie w dawnym kościele luterańskim liturgii rzymskokatolickiej. W 2013 roku została jednak cofnięta, gdyż uroczystości kościelne i msze święte odbywały się w nim bez porozumienia z parafią lokalną miejsca. Sprawujący w niej posługę duchowny został suspendowany, ale mimo to nadal prowadzi swoją działalność religijną.
W lipcu 2016 roku majątek Fundacji Ekumeniczne Centrum Dialogu Religii i Kultur został wystawiony na licytacji z powodu roszczeń finansowych wobec niej ze strony starostwa powiatowego w Zgierzu. Organizacja postanowiła wówczas nawiązać współpracę z Kościołem Starokatolickim w RP i uregulować status kanoniczny świątyni, aby jej nie utracić. 15 sierpnia 2016 roku kościół poewangelicki w Aleksandrowie Łódzkim został ustanowiony katedrą biskupa Kościoła Starokatolickiego w RP. W grudniu 2022 roku formalnie została ustanowiona tam parafia Kościoła Starokatolickiego w RP.

## Charakterystyka
Kościół jest budowlą otynkowaną, murowaną w stylu klasycystycznym, wzniesioną w latach 1827–1828 z cegieł na planie prostokąta. Obiekt był remontowany w latach 1926–1930 i 2004–2012.
Wnętrze ma charakter pseudobazyliki. Jest oszczędne w detale i zdobienia. Posiada ono trzy nawy – główną i dwie boczne. Nad nawami bocznymi i za ołtarzem umieszczone są charakterystyczne dla świątyń ewangelickich empory – dwa piętra lóż dla wiernych. W drewnianym ołtarzu głównym znajduje się obraz św. Stanisława Kostki. Nad ołtarzem głównym umieszczona jest ambona oraz wiszą przytwierdzone do empor obrazy przedstawiające Maryję Pannę i Jezusa Chrystusa. Kompozycję w prezbiterium wieńczy na szczycie malowidło ścienne obrazujące Ducha Świętego, pod postacią gołębicy, adorowanego przez dwa anioły. Na chórze muzycznym znajdowały się organy piszczałkowe niemieckiej firmy Bracia Walter z Góry Śląskiej. Dziś jest to instrument elektroniczny zainstalowany wraz z głośnikami w oryginalnej szafie organowej. 
Elewację świątyni zdobią: pilastry, fryz, wazony, okrągłe okienka, dwie płaskorzeźby bogini zwycięstwa Nike i symbol Ewangelii. Dach jest trójspadowy pokryty blachą. Schodkowy szczyt zwieńczony jest krzyżem łacińskim. Fasada objęta jest dwoma niższymi ryzalitami, a wejście do kościoła ujęte pomiędzy dwoma kolumnami. Nad wejściem w głównym oknie umieszczony jest zegar.
Do kościoła przylega klasycystyczna pastorówka wybudowana w 1848 roku. Obecnie ma w niej siedzibę Biblioteka Publiczna im. Jana Machulskiego w Aleksandrowie Łódzkim.